# Я і Катерина
«Я і Катерина» (італ. Io e Caterina) — комедія 1980 року.

## Сюжет
Історія про те, як робот на ім'я Катерина, механічна покоївка в будинку Енріко Менотті, закохується в свого господаря.

## В ролях
- Альберто Сорді — Енріко Мелотті
- Едвіж Фенек — Елізабетта
- Катрін Спаак — Клаудія Паризі
- Валерія Валері — Маріса Менотті
- Россано Брацци — Артур